# Lophometopum tucurui
Lophometopum tucurui är en kackerlacksart som beskrevs av Guilherme A.M.Lopes och de Oliveira 2005. Lophometopum tucurui ingår i släktet Lophometopum och familjen småkackerlackor. Inga underarter finns listade i Catalogue of Life.